# Trojicke
Trojicke (ukrajinsky Троїцьке; rusky Троицкое – Troickoje) je sídlo městského typu v Luhanské oblasti na Ukrajině. Leží na říčce Urazova (přítok Oskolu) ve vzdálenosti 220 kilometrů severozápadně od Luhansku, správního střediska celé oblasti, bezmála sto kilometrů severovýchodně od Kupjansku, a 53 kilometrů jihovýchodně od města Valujki v Bělgorodské oblasti v Rusku. V roce 2013 mělo Trojicke 7 500 obyvatel.

## Dějiny
Sídlo bylo založeno v roce 1740 a nejdříve se jmenovalo Kalnivka (ukrajinsky Кальнівка), od roku 1815 Novotrojicke (ukrajinsky Новотроїцьке) a současné jméno má od roku 1897.
Od roku 1957 je Trojicke sídlem městského typu.
Začátkem března 2022, během ruské invaze na Ukrajinu, bylo Trojicke obsazeno ruskou armádou.

### Rodáci
- Pavel Kuzmič Ajedonickij (1922–2003), ruský hudební skladatel